# Controvérsia quanto à nomenclatura GNU/Linux
A controvérsia quanto à nomenclatura GNU/Linux é uma disputa entre membros da comunidade de software livre e código aberto. É centrada em torno da denominação do núcleo de sistema chamado "Linux", e a vontade de utilizar esta nomenclatura como um termo genérico para tudo relacionado ao mesmo. O termo defendido pela Free Software Foundation (FSF), para relacionar o núcleo do sistema com as ferramentas desenvolvidas pela fundação GNU seria GNU/Linux, ficando o nome "Linux" para ser utilizado apenas quando se referindo ao núcleo Linux. O nome é por vezes pronunciado como "GNU com Linux".
A Free Software Foundation (FSF) argumenta que o GNU é um projeto, que continua em desenvolvimento até hoje, iniciado em 1984 com o objetivo de  desenvolver um sistema operacional livre e que o núcleo Linux, independentemente criado em 1991, foi apenas uma peça de todo o conjunto. Diversas distribuições utilizam o nome defendido pela FSF, como por exemplo o Debian, Trisquel e Parabola GNU/Linux-libre.
Os defensores do termo Linux argumentam que o nome é muito mais utilizado pela mídia e público em geral, e que serve como um termo genérico para todos os sistemas que utilizam um núcleo Linux em conjunto com softwares de outras fontes.